# Salvà
Salvà és un cognom o llinatge molt estès als Països Catalans i del qual també se'n troben variants als estats de França, Itàlia i Suïssa.
El llinatge Salvà és present des d'antic als municipis de Verges, Arenys de Munt, Castelló, Vinalesa, Dénia, Gata, Ondara, Alcoi, Andratx, Artà, Llucmajor, Inca, Muro, Palma, etc. La seva etimologia prové del nom personal llatí Sĭlvānus, derivat de sĭlva, que significa 'bosc'. En la mitologia romana, Silvà (en llatí Sĭlvānus, o 'dels boscos') era l'esperit tutelar dels camps i dels boscos.
No han mancat investigadors que han pretès relacionar aquest cognom amb els primers repobladors de Mallorca, després de la Conquesta del rei Jaume I. En aquest sentit, Gabriel Alomar ens recorda que, en el Llibre del Repartiment, l'alqueria «Alfrauxeletx», de 4 jovades d'extensió, situada a l'antic districte musulmà de Montuïri, fou assignada al cavaller «Jouan de Salvia», de Montpeller.

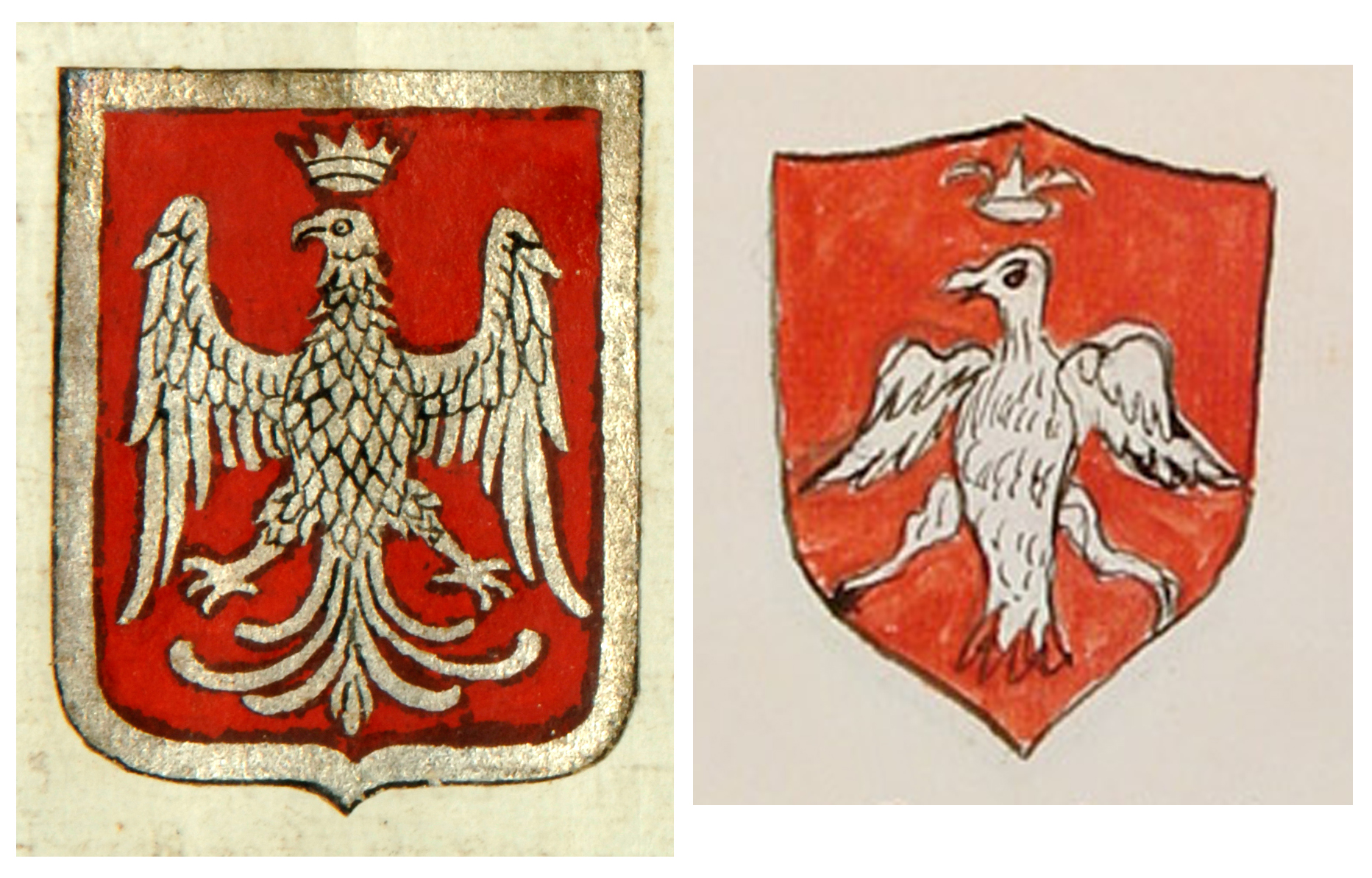
Escut del llinatge Salvà, segons els armorials de Pere Costa (el de l'esquerra) i de José Barberi (el de la dreta)

Per contra, segons diversos heraldistes (com Pere Costa i José Barberi), el llinatge català Salvà procediria de l'antiga vegueria de Vilafranca del Penedès, i el seu escut d'armes es representa amb una àguila (anomenada albanell) argentada o grisa (si bé, Joaquim M. Bover diu que és daurada), coronada del mateix metall o color a manera de mitja flor de lis, amb les ales esteses i abaixades, en camp de gules («encarnat», segons Bover).
Barberi també recull la llegenda segons la qual el cap d'aquesta família, Francesc «de Selva», era conegut com el «cavaller de s'alba», perquè, tenint pocs homes, va esperar les dubtoses llums de l'alba abans d'escometre els moros, i així hauria guanyat la vegueria del Penedès en temps de Carlemany.
Font Obrador recull un Guillem «Selvani» com un dels parroquians i propietaris de Llucmajor, l'any 1281; i un Ramon «Selva» de l'any 1299.
El Diccionari biogràfic d'Albertí documenta un «Pere Salvà», arquitecte dels segles xiii i xiv, probablement mallorquí. Va dirigir les obres del Palau Reial de Mallorca i del castell de Bellver durant la primera meitat del regnat de Jaume II. Enllestí aquells treballs el 1309.
Antoni Mas Forners documenta un «Salvador Salvà», originari de Sant Mateu de Vall-llobrega (Girona) i resident, el 1342, a Muro.
El Nobiliario catalán de Pere Costa esmenta que, en les guerres que Alfons el Magnànim mantingué a Itàlia i en les quals participà Francesc «Selva», la nació catalana en sortí victoriosa i més triomfant gràcies a la conquesta de Nàpols.
Salvà és també un llinatge notarial de Mallorca entre els segles XV i XVII. La branca familiar dels Salvà de Llucmajor exercí el notariat en aquesta vila des de finals del segle xv fins a principis del XVII. Els seus protocols són fonamentals per a l'estudi de la història de Llucmajor. Destaquen el notari Gabriel Salvà (Llucmajor, segle xv - XVI) que deixà 49 protocols fins al 1558; Joan Antoni Salvà (Llucmajor, segle xvi - 1563) que en deixà 12 entre 1551 i 1559; el fill de l'anterior, Joanot Salvà (Llucmajor, segles XVI - 1617) en deixà 11 entre 1581 i 1615).
Una altra família de notaris, sense relació familiar documentada amb els anteriors són els Salvà de Palma. Exerciren el notariat els segles XV i XVI. Destaquen Lluc Salvà (Palma, segles XV - 1537) que llegà 13 protocols entre 1496 i 1537; el seu fill Pere Salvà (Palma, segle xvi - 1574) deixà 19 protocols entre 1525 i 1574; i el darrer membre de la família Cristòfol Salvà (Palma, segle xvi - 1588) que fou escrivà de la Universitat de la Ciutat i Regne de Mallorca, fou notari de la porció i jurisdicció del Temple. Els seus protocols tenen dades importants sobre els municipis de Selva, Sineu i Sóller.